# لين مودي
لين مودي (بالإنجليزية: Lynne Moody)‏ هي ممثلة أمريكية، ولدت في 17 فبراير 1950 بديترويت في الولايات المتحدة. بدأت مشوارها المهني سنة 1973.

## أعمال

### مسلسلات
- المستشفى العام
- بيفرلي هيلز 90210
- جوال تكساس ووكر

## وصلات خارجية
- لين مودي على موقع IMDb (الإنجليزية)
- لين مودي على موقع ألو سيني (الفرنسية)
- لين مودي على موقع أول موفي (الإنجليزية)
- لين مودي على موقع قاعدة بيانات الأفلام السويدية (السويدية)
- لين مودي على موقع إن إن دي بي (الإنجليزية)
- لين مودي على موقع قاعدة بيانات الفيلم (الإنجليزية)
- لين مودي على موقع كينوبويسك (الروسية)